# The Approach
A The Approach az illinois-i I:Scintilla bemutatkozó albuma.

## Számok
1. "Intro" - 1:32
2. "Imitation" - 4:21
3. "Logic + Lack Thereof" - 0:17
4. "Capsella Bursa Pastoris" - 5:24
5. "Fidelidad [Estrogen Mix]" - 4:19
6. "Scin" - 4:33
7. "Translate" - 5:08
8. "Havestar" - 4:35
9. "The Intruder, Part IV" - 3:12
10. "The Bells" - 7:36